# Analyse entrée-sortie
Pour les articles homonymes, voir Entrée-sortie (homonymie).
L'analyse entrée-sortie, ou analyse entrées-sorties, est une modélisation économique utilisant le tableau entrées-sorties (TES) permettant de prévoir l'influence des changements dans un secteur d'activité particulier ou des changements de consommation sur le reste de l'économie. Il donne une représentation cohérente de la production nationale.
Le tableau entrées-sorties a été conçu par le français François Quesnay au XVIIIe siècle dans son Tableau économique (1759). L'analyse a ensuite notamment été développée par Wassily Leontief, qui a reçu le prix Nobel d'économie pour ses travaux en 1973.

## Modèle
L’analyse entrée-sortie (ou intrant-extrant) est connue internationalement sous le nom d’analyse input-output. Historiquement, la première application pratique du modèle a été développée par Maurice Potron, jésuite et polytechnicien français, dès 1912. Cependant, ces travaux tombent dans l'oubli. L'idée sera reprise et diffusée avec davantage de succès par Leontief en (1941). Son modèle d'input-output tient explicitement compte de l'interdépendance générale de tous les secteurs économiques. En prenant des hypothèses assez fortes, Leontief a pu obtenir un modèle qui relie les productions intermédiaires et finales des différents biens.
Tout d'abord, le modèle input-output ne s'occupe que de la production des différents biens. Par conséquent, on peut se limiter à des considérations technologiques et examiner ainsi l'interdépendance des différents secteurs industriels.
Une industrie utilise souvent des inputs qui sont produits par d'autres industries. À son tour, la production de cette industrie peut servir d'input à d'autres branches économiques.
Prenons le cas de l'acier qui est utilisé pour la production de camions. Une partie de ces camions est destinée aux aciéries pour le transport des matières premières et des produits. Par exemple, si l'on veut doubler la production de camions militaires, il faut que les productions de camions et d'acier augmentent dans une plus grande mesure que la quantité utilisée pour la production de camions militaires. En effet, il faudra davantage de camions pour les aciéries qui doivent accroître leur production.
Comme cet exemple le montre, le modèle input-output peut être utilisé pour la planification économique ou pour analyser les effets d'un changement important de la consommation ou de la production d'un bien. Des études sur les conséquences économiques du désarmement ou de l'épuisement d'une matière première sont souvent basées sur un modèle input-output.
Par contre, si l'on veut analyser les effets sur les prix il est préférable d'effectuer des simulations numériques en utilisant un modèle d'équilibre général, qui calcule les prix conduisant à l'égalité entre l'offre et la demande.
Le modèle input-output considère que chaque branche économique utilise un seul procédé pour produire un seul output (pas de production jointe). Les rendements d'échelle sont supposés constants et on a alors un cas particulier de fonction linéaire de production. On parle souvent de fonction de production de Leontief pour désigner ce cas d'un seul procédé (pas de substitution entre les inputs).
Un exemple très simple, donné par Leontief (1966), nous permettra d'illustrer comment on construit une table d'input-output.

### Exemple 1
Une économie comprend deux branches économiques : l'agriculture et l'industrie.
Le secteur agricole produit 100 millions de boisseaux de blé dont 25 pour lui-même, 20 pour le secteur industriel et 55 pour la consommation des ménages.
Le secteur industriel produit 50 millions de mètres carrés de drap dont 6 pour lui-même, 14 pour le secteur agricole et 30 pour la consommation des ménages.
Ces différentes valeurs peuvent être mises sous forme de tableau, appelé tableau input-output :
| Branches économiques (de --- \ à →) | Agriculture | Industrie | Demande finale | Production totale |
| ----------------------------------- | ----------- | --------- | -------------- | ----------------- |
| Agriculture                         | 25          | 20        | 55             | 100               |
| Industrie                           | 14          | 6         | 30             | 50                |
| Travail                             | 80          | 180       | -              | 260               |

Les lignes du tableau indiquent la répartition de la production entre les différents secteurs. Les colonnes donnent les inputs des secteurs. À la troisième ligne on a reporté la répartition de l'input travail (en millions d'heures). Cet input n'est l'output d'aucun secteur. On dit qu'il s'agit d'un input primaire.
Étant donné l'hypothèse de rendement d'échelle constant, on peut calculer la quantité d'input nécessaire pour une unité d'output. Il suffit de diviser les inputs de la branche par la production totale. On obtient :
| Branches économiques | Agriculture   | Industrie     |
| -------------------- | ------------- | ------------- |
| Agriculture          | 0.25 (25/100) | 0.40 (20/50)  |
| Industrie            | 0.14 (14/100) | 0.12 (6/50)   |
| Travail              | 0.80 (80/100) | 3.60 (180/50) |

Ces rapports sont appelés les coefficients techniques de production.
On peut exprimer l'output de chaque secteur en utilisant le système d'équations suivant :
{\displaystyle \quad {\begin{cases}q_{1}=0.25q_{1}+0.40q_{2}+y_{1}\\q_{2}=0.14q_{1}+0.12q_{2}+y_{2}\end{cases}}}
où {\displaystyle q_{i}} représente la production du secteur {\displaystyle i} et {\displaystyle y_{i}} est la demande finale.
En général, on a le système suivant :
{\displaystyle \quad {\begin{cases}q_{1}=a_{11}q_{1}+a_{12}q_{2}+\dots +a_{1n}q_{n}+y_{1}\\q_{2}=a_{21}q_{1}+a_{22}q_{2}+\dots +a_{2n}q_{n}+y_{2}\\\dots \\q_{n}=a_{n1}q_{1}+a_{n2}q_{2}+\dots +a_{nn}q_{n}+y_{n}\end{cases}}}
où {\displaystyle n} est le nombre de secteurs et le coefficient technique {\displaystyle a_{ij}} donne la quantité de l'input {\displaystyle i} nécessaire pour produire une unité de l'output {\displaystyle j}. On peut aussi écrire :
{\displaystyle \quad {\begin{cases}(1-a_{11})q_{1}-a_{12}q_{2}-\dots -a_{1n}q_{n}=y_{1}\\-a_{21}q_{1}+(1-a_{22})q_{2}-\dots -a_{2n}q_{n}=y_{2}\\\dots \\-a_{n1}q_{1}-a_{n2}q_{2}-\dots +(1-a_{nn})q_{n}=y_{n}\end{cases}}}
et, sous forme matricielle: {\displaystyle {\begin{matrix}[I-A]q=y\end{matrix}}}
où {\displaystyle A} est la matrice des coefficients techniques ({\displaystyle A=[a_{ij}]}), {\displaystyle q} et {\displaystyle y} sont des vecteurs ({\displaystyle q=[q_{i}]}, {\displaystyle y=[y_{i}]}) et {\displaystyle I} est la matrice unité.
La matrice {\displaystyle A} ne contient alors pas les coefficients techniques du facteur primaire. La contrainte concernant ce facteur sera examinée ci-dessous.
On détermine l'output nécessaire pour satisfaire un niveau donné de demande finale en résolvant ce système par rapport à {\displaystyle q} :
{\displaystyle {\begin{matrix}q=[I-A]^{-1}y\end{matrix}}}
pourvu que {\displaystyle [I-A]} soit une matrice non singulière.
Soit {\displaystyle b_{ij}} les éléments de la matrice {\displaystyle [I-A]^{-1}}. On peut écrire :
{\displaystyle \quad {\begin{cases}q_{1}=b_{11}y_{1}+b_{12}y_{2}+\dots +b_{1n}y_{n}\\q_{2}=b_{21}y_{1}+b_{22}y_{2}+\dots +b_{2n}y_{n}\\\dots \\q_{n}=b_{n1}y_{1}+b_{n2}y_{2}+\dots +b_{nn}y_{n}\end{cases}}}
Comme les {\displaystyle q_{i}} sont des outputs, il faut que tous les coefficients {\displaystyle b_{ij}} soient non négatifs. En effet, si un coefficient est négatif on peut trouver une valeur suffisamment élevée de la consommation finale, associée à ce coefficient, qui conduit à une production négative et ceci n'est pas possible du point de vue économique. Par conséquent, la matrice {\displaystyle [I-A]} doit satisfaire des conditions spéciales, appelées conditions de Hawkins-Simon (1949) :
{\displaystyle 1-a_{11}>0\quad ;\quad {\begin{vmatrix}1-a_{11}&-a_{12}\\-a_{21}&1-a_{22}\end{vmatrix}}>0\dots {\begin{vmatrix}1-a_{11}&\dots &-a_{1n}\\\dots \\-a_{n1}&\dots &1-a_{nn}\end{vmatrix}}>0}
Tous ces déterminants doivent être positifs. Si ces conditions ne sont pas satisfaites, l'économie n'est pas productive. Par exemple, elle utiliserait, directement et indirectement, plus d'une tonne d'acier pour produire une tonne de ce bien.
Après avoir déterminé l'output nécessaire pour obtenir une consommation finale donnée, il faut encore vérifier que l'input primaire soit disponible en quantité suffisante. Soit {\displaystyle a_{oj}} les coefficients techniques de l'input primaire et {\displaystyle L_{o}} la quantité disponible. Il faut alors satisfaire l'inégalité suivante :
{\displaystyle a_{o1}q_{1}+a_{o2}q_{2}++a_{on}q_{n}\leq L_{o}}

### Exemple 2
Le modèle à deux secteurs examiné ci-dessus satisfait la condition de Hawkins et Simon puisque :
{\displaystyle 1-0.25>0\quad et\quad {\begin{vmatrix}1-0.25&-0.40\\-0.14&1-0.12\end{vmatrix}}=0.604>0}
La matrice {\displaystyle [I-A]^{-1}} est :
{\displaystyle {\begin{pmatrix}0.75&-0.40\\-0.14&0.88\end{pmatrix}}^{-1}={\begin{pmatrix}1.457&0.662\\0.232&1.242\end{pmatrix}}}
Si {\displaystyle y_{1}=55}, {\displaystyle y_{2}=60}, on a {\displaystyle q_{1}=119.86} et {\displaystyle q_{2}=87.28}.
Une augmentation de 30 millions de mètres carrés de la demande finale de draps exige un accroissement de la production de 37,28 millions et aussi une hausse de la production de blé.
Lorsque des groupes de branches ne reçoivent pas d'inputs d'autres groupes, on dit que le système input-output est décomposable. Dans ce cas, en permutant les colonnes et les lignes, on peut obtenir une matrice de coefficients techniques ayant la forme suivante :
{\displaystyle {\begin{pmatrix}A_{11}&A_{12}\\0&A_{22}\end{pmatrix}}}
où {\displaystyle A_{11}} et {\displaystyle A_{22}} sont des sous-matrices carrées mais n'ayant pas nécessairement le même ordre.
Si la matrice des coefficients peut être transformée en une matrice diagonale en blocs :
{\displaystyle {\begin{pmatrix}A_{11}&0\\0&A_{22}\end{pmatrix}}}
on dit que le système est complètement décomposable.
Il est intéressant de connaître si le système est décomposable car on peut ainsi analyser le degré d'autarcie des différents secteurs économiques.

## Rôle des prix dans le modèleinput-output
À long terme et en situation de concurrence parfaite, le prix est égal au coût unitaire. Dans ce cas, on peut écrire :
{\displaystyle \quad {\begin{cases}p_{1}=a_{11}p_{1}+a_{21}p_{2}+\dots +a_{n1}p_{n}+a_{o1}w\\p_{2}=a_{12}p_{1}+a_{22}p_{2}+\dots +a_{n2}p_{n}+a_{o2}w\\\dots \\p_{n}=a_{1n}p_{1}+a_{2n}p_{2}+\dots +a_{nn}p_{n}+a_{on}w\end{cases}}}
où {\displaystyle a_{ij}\quad (i=1,2,\dots ,n)} sont les quantités d'input nécessaires pour produire une unité de l'output {\displaystyle j} et {\displaystyle w} est le taux de salaire. En utilisant la matrice transposée de {\displaystyle A} ({\displaystyle A^{T}}), on peut écrire :
{\displaystyle {\begin{matrix}[I-A^{T}]p=v\end{matrix}}}
où {\displaystyle p=[p_{j}]\quad (j=1,2,\dots ,n)} est le vecteur des prix et {\displaystyle v} le vecteur de la valeur ajoutée ({\displaystyle v=[a_{oj}w]}).
On peut obtenir le vecteur des prix en résolvant ce système :
{\displaystyle {\begin{matrix}p=[I-A^{T}]^{-1}v\end{matrix}}}
Comme les éléments {\displaystyle b_{ij}} de la matrice {\displaystyle [I-A^{T}]^{-1}} sont des valeurs non négatives, les prix aussi ne peuvent pas être négatifs.
Lorsque les prix sont connus, on peut construire un tableau input-output avec des données en valeur au lieu de données physiques.
Une des propriétés du modèle de Leontief est le théorème de non-substitution : lorsque la structure de la demande change, les prix d'équilibre ne changent pas.

### Exemple
Le modèle à deux secteurs présenté ci-dessus donne le système de prix suivant :
{\displaystyle \quad {\begin{cases}p_{1}=1.457v_{1}+0.232v_{2}\\p_{2}=0.662v_{1}+1.242v_{2}\end{cases}}}
où {\displaystyle v_{1}} et {\displaystyle v_{2}} sont les éléments du vecteur {\displaystyle v}. Si le taux de salaire est de 40 $, on a {\displaystyle v_{1}=32} et {\displaystyle v_{2}=144}. Par conséquent {\displaystyle p_{1}=80} et {\displaystyle p_{2}=200}. Le tableau input-output en valeur, ou tableau des relations interindustrielles, est alors le suivant (en millions de $) :
| Branches économiques (de --- \ à →) | Agriculture | Industrie | Demande finale | Production totale |
| ----------------------------------- | ----------- | --------- | -------------- | ----------------- |
| Agriculture                         | 2000        | 1600      | 4400           | 8000              |
| Industrie                           | 2800        | 1200      | 6000           | 10000             |
| Travail                             | 3200        | 7200      | -              | 10400             |
| Total                               | 8000        | 10000     | 10400          | 28400             |

Comme on a des valeurs (en $), il est possible d'additionner les chiffres de chaque colonne. On obtient ainsi le coût de la production tandis que la somme de la ligne correspondante donne le revenu total. Les deux sommes sont identiques puisqu'on a supposé que le prix était égal au coût unitaire.

## Tableau des relations interindustrielles
Tous les tableaux input-output construits en utilisant des données effectives sont des tableaux contenant des valeurs en dollars constants. En effet, on est obligé d'agréger les productions individuelles si l'on veut éviter que le tableau ne contienne des millions de lignes et de colonnes. Il faut donc additionner les valeurs des productions individuelles. Par ailleurs, on construit directement le tableau des relations industrielles, sans passer par le calcul des prix comme nous l'avons fait ci-dessus. Par conséquent, il est impossible de calculer les véritables coefficients techniques. On procède néanmoins de la même manière et l'on obtient alors la matrice des coefficients suivante :
| Branches économiques | Agriculture | Industrie |
| -------------------- | ----------- | --------- |
| Agriculture          | 0,25        | 0,16      |
| Industrie            | 0,35        | 0,12      |
| Travail              | 0,40        | 0,72      |
| Total                | 1,00        | 1,00      |

La relation entre ces coefficients et les véritables coefficients techniques est donnée par l'expression suivante :
{\displaystyle {\tilde {a}}_{ij}=a_{ij}{p_{i}/p_{j}}}
Par ailleurs, comme {\displaystyle \sum _{i=1}^{n}{\tilde {a}}_{ij}=1}, on peut utiliser un résultat lié aux matrices ayant une diagonale principale (voir Mc Kenzie(1960)). Lorsque {\displaystyle \sum _{i=1}^{n}{\tilde {a}}_{ij}\leq 1}, la matrice {\displaystyle [I-A]^{-1}} ne possède que des éléments non négatifs. Par conséquent, les conditions de Hawkins-Simon sont automatiquement satisfaites dans un tableau de relations interindustrielles.
Lorsqu'on construit un tableau input-output, il faut procéder à plusieurs estimations et adaptations afin d'appliquer un modèle assez simple à une réalité économique fort complexe. Par exemple, une partie de la production est composée de biens d'équipement constituant l'investissement brut d'une nation. Il faut alors ajouter une colonne supplémentaire à la demande finale afin de différencier la production destinée à la consommation et celle constituant un investissement. Par ailleurs, dans toute économie il y a des exportations et des importations qui s'ajoutent aux relations entre les différentes branches. Soit {\displaystyle X} les exportations et {\displaystyle M} les importations. On peut écrire :
{\displaystyle {\begin{matrix}q={\tilde {A}}q+y+X-M\end{matrix}}}
Les exportations sont une variable exogène et correspondent à une demande finale provenant de l'étranger. Les importations, par contre, dépendent de la production et de la consommation nationales. Si l'on suppose qu'elles sont proportionnelles à ces variables, on peut écrire :
{\displaystyle {\begin{matrix}M=G({\tilde {A}}q+y)\end{matrix}}}
où {\displaystyle G} est une matrice diagonale ayant des "coefficients d'importation" sur la diagonale principale. En introduisant cette relation dans l'équation ci-dessus, on obtient :
{\displaystyle {\begin{matrix}q=[I-(I-G){\tilde {A}}]^{-1}[(I-G)y+X]\end{matrix}}}
Cette expression peut être utilisée pour calculer la production nécessaire pour satisfaire une demande nationale ou étrangère donnée.
Le premier tableau input-output a été estimé par Leontief (1941) en utilisant les données des États-Unis. Aujourd'hui, plusieurs offices de statistique publient régulièrement des tableaux input-output. En particulier, l'Office de statistique de l’Union européenne publie tous les dix ans des tableaux des pays membres de cette organisation.
Le tableau input-output traditionnel ne contient qu'un seul facteur primaire qui est le travail. Comme d'autres modèles n'ayant que ce seul facteur de production, le modèle input-output traditionnel est conforme au principe de la valeur-travail. En utilisant une expression de Karl Marx, on peut alors dire que tout est "travail cristallisé" dans le modèle input-output.
Bien évidemment, lorsqu'on construit un tableau input-output en utilisant des données effectives il faut tenir compte de la rémunération de tous les facteurs.
On ne parle alors que de "valeur ajoutée" et cette rubrique comprend la rémunération des salariés, les intérêts et les dividendes.

## Modèleinput-outputet programmation linéaire
Comme nous l'avons indiqué ci-dessus, la fonction de production de Leontief représente un cas particulier de fonction linéaire de production. On pourrait alors généraliser le modèle input-output en considérant plusieurs procédés de production. Dans ce cas, on peut se demander si la substitution d'un procédé par un autre peut avoir lieu. Or, lorsque la production ne dépend que d'un seul input primaire, le prix des outputs est déterminé uniquement par la quantité de travail contenue directement ou indirectement dans le bien produit. Par conséquent, une modification du taux de salaire ne peut pas modifier les prix relatifs et alors le choix du procédé sera toujours le même. Le procédé le plus efficace est toujours celui qui utilise, de manière directe et indirecte, la plus faible quantité de l'input primaire. Par conséquent, même si l'on introduit la possibilité de substituer un procédé par un autre, cette faculté ne sera jamais utilisée (voir Gale (1960), chapitre IX).
On peut dynamiser le modèle input-output en introduisant un stock de biens d'équipement. L'investissement augmente le stock et, en définitive, la capacité de production d'une économie. L'examen de ce modèle dépasse toutefois le cadre de ce manuel (voir Leontief et al. (1953)).
La faiblesse principale du modèle input-output est l'hypothèse de coefficients de production fixes. À court terme, cette supposition peut être acceptée et alors les indications du modèle input-output ne devraient pas être trop éloignées de la réalité. À long terme, il est toutefois difficile d'admettre qu'il n'y ait pas de substitution possible entre les procédés et les facteurs de production. Si le prix du pétrole augmente fortement, on utilisera d'autres techniques. Le charbon ou l'électricité peuvent remplacer le mazout dans de nombreuses utilisations. Cet exemple montre que les possibilités de substitution existent et alors le modèle input-output risque de donner une vision trop pessimiste d'une diminution des ressources disponibles.
En cas d'accroissement de la production, les rendements d'échelle peuvent devenir décroissants et ici le résultat du modèle input-output sera trop optimiste.
Il faudra probablement utiliser davantage d'inputs.
Malgré ces faiblesses, le modèle input-output constitue un outil très précieux pour des travaux de planification et pour les analyses des relations interindustrielles, y compris l'étude des répercussions à court terme, sur les prix des différents biens produits, d'une hausse du prix d'une matière première.